# Токутаро Укон
Токутаро Укон (јап. 右近 徳太郎; 23. септембар 1933 — март 1944) био је јапански фудбалер.

## Каријера
Током каријере је играо за Кобе.

## Репрезентација
За репрезентацију Јапана дебитовао је 1934. године. Учествовао је и на олимпијским играма 1936. За тај тим је одиграо 5 утакмица и постигао 1 гол.

## Статистика
| Јапан  | Јапан   | Јапан  |
| Година | Наступи | Голови |
| ------ | ------- | ------ |
| 1934.  | 2       | 0      |
| 1935.  | 0       | 0      |
| 1936.  | 2       | 1      |
| 1937.  | 0       | 0      |
| 1938.  | 0       | 0      |
| 1939.  | 0       | 0      |
| 1940.  | 1       | 0      |
| Укупно | 5       | 1      |